# Abdij van Hautecombe

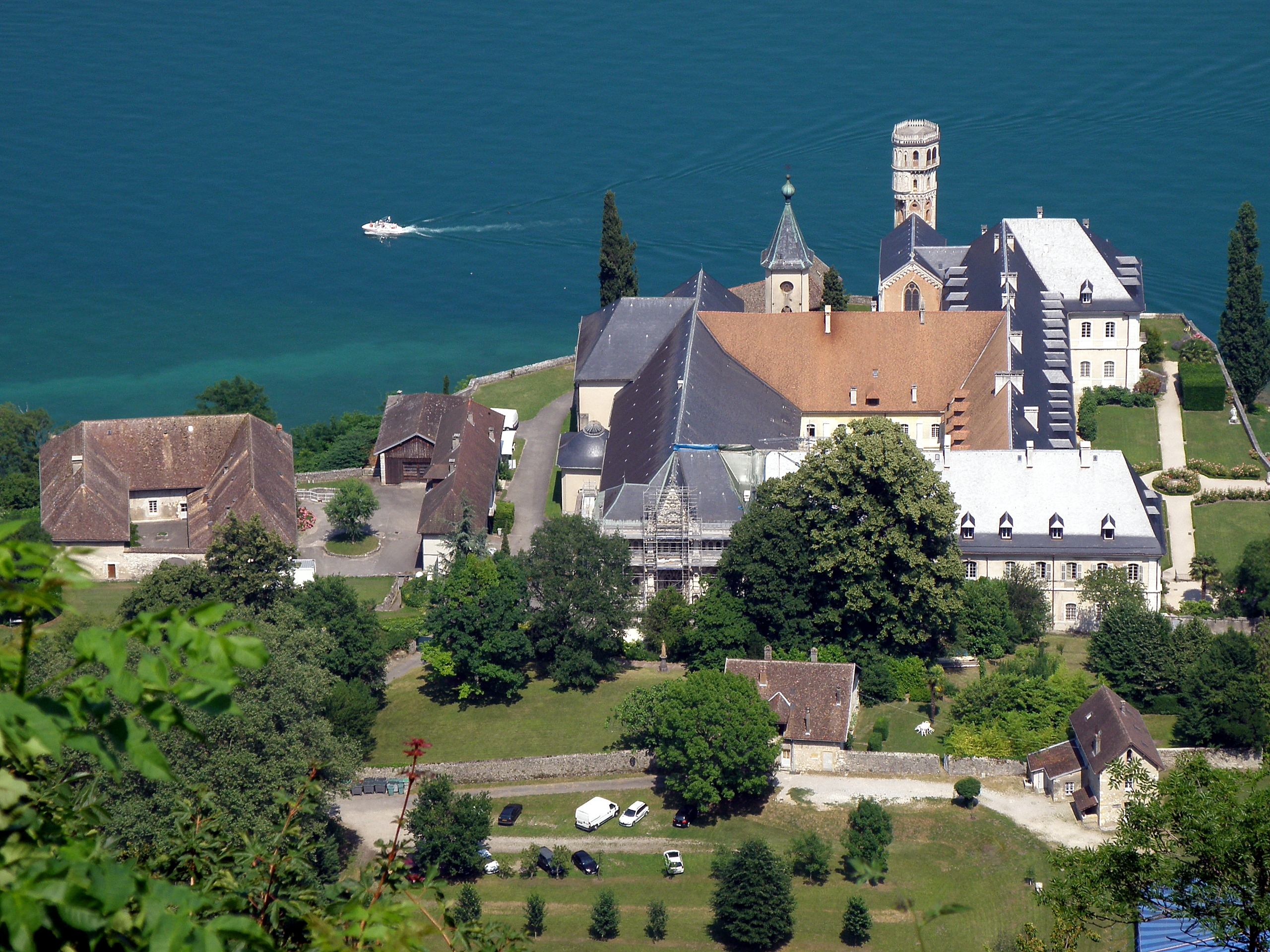
De abdij aan het Lac du Bourget

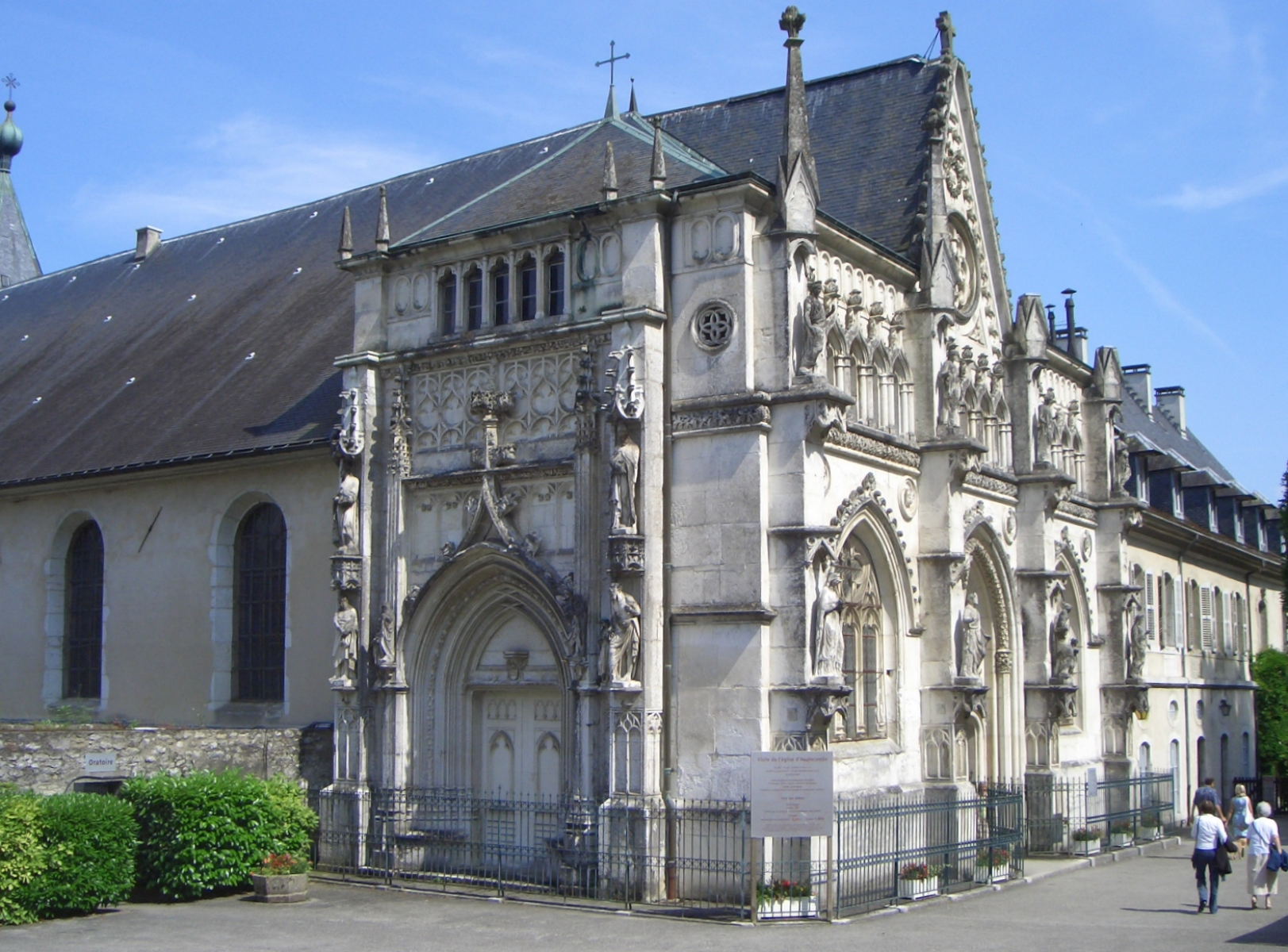
Exterieur van de abdijkerk

De Abdij van Hautecombe is een abdij in de gemeente Saint-Pierre-de-Curtille in het Franse departement Savoie. Ze ligt aan het Lac du Bourget.
De abdij van Hautecombe werd in 1125 gesticht door Amadeus III van Savoye. Vanaf 1135 werd ze betrokken door cisterciënzers. Hautecombe is een dochterklooster van de abdij van Clairvaux. Vanuit Hautecombe werden twee dochterkloosters gesticht: de abdij Fossanova in Italië (1135) en San Angelo de Petra dicht bij Constantinopel (1214).
Gedurende de Franse Revolutie werd de abdij opgeheven en werden de gebouwen gebruikt als faiencefabriek. In 1824 werd de abdij gekocht door koning Karel Felix van Sardinië, die de kerk liet herbouwen in neogotische stijl door Ernest Melano. Het interieur werd rijk versierd met beelden en fresco's. Er kwamen weer cisterciënzers wonen.
Vanaf 1922 werd de abdij bewoond door benedictijnen. Zij vertrokken in 1992, vanwege de drukte van de vele bezoekers en toeristen, naar het klooster van Ganagobie in Zuid-Frankrijk. Sindsdien is een gemeenschap van de oecumenische Communauté du Chemin Neuf er gevestigd.
In de abdijkerk werden eeuwenlang de leden van het huis Savoye begraven. Umberto II van Italië, de laatste koning van Italië, en zijn vrouw Marie José van België hebben er hun laatste rustplaats.